# ジョシュ・パスク
ジョシュ・パスク（Josh Pask, 1997年11月1日 - ）は、イングランド・ロンドン出身のサッカー選手。ザ・ニュー・セインツFC所属。ポジションはディフェンダー。

## 経歴
8歳でウェストハム・ユナイテッドFCに所属する。アーセナルFCなどとの接触はあったものの、2014年11月に3年契約をウェストハムと新たに結んだ。2015年10月、ダゲナム・アンド・レッドブリッジFCに期限付き移籍した。2016年8月8日にはジリンガムFCに期限付き移籍した。
2018-19シーズンでウェストハムとの契約が満了した。コヴェントリー・シティFCと3年契約を結んだ。
2022年1月11日、ニューポート・カウンティAFCへレンタル移籍。